# Iglesia de San Jerónimo de la Caridad
La Iglesia de San Jerónimo de la Caridad (en italiano: Chiesa di San Girolamo della Carità) es una iglesia católica de Roma, en Italia.
Según la leyenda, se estableció en el siglo IV en el área que ocupaba la casa en que residió San Jerónimo. La Iglesia fue construida por los franciscanos, pero en 1524 fue transferida a la Archicofradia de la Caridad, una sociedad de nobles no-romanos, fundada en 1519 por Giulio de' Medici, más tarde elevado al papado con el nombre de Clemente VII. La Iglesia también sirvió como el primer lugar de reuniones del grupo que más tarde se tornaría los oratorianos de San Felipe Neri, que vivió en el convento adyacente de 1551 a 1583. En el siglo XVII (1654) Domenico Castello reformuló el edificio. La fachada barroca (1660) es obra de Carlo Rainaldi. En su interior, de una sola nave, se halla una gran estatua de San Felipe Neri realizada por Pierre Legros el joven, en una capilla diseñada por Filippo Juvarra. La grada del altar fue creada por Antonio Giorgetti, alumno de Bernini. La primera capilla a la derecha es la Capilla Spada, obra de Virgilio Spada, realizada con la colaboración de Francesco Borromini, ricamente decorada.
En el altar mayor, diseñado también por Carlo Rainaldi, se halla una copia del cuadro Última comunión de San Jerónimo, del Domenichino, que se encuentra hoy en la Pinacoteca Vaticana. 